# شرایور (لوئیزیانا)
شرایور (به انگلیسی: Schriever) شهری در ایالت لوئیزیانا کشور ایالات متحده آمریکا است که جمعیت آن در سرشماری سال ۲۰۱۰ میلادی، ۶٬۸۵۳ نفر بوده‌است.